# Orchidektomia
Orchidektomia (orchiektomia) – zabieg operacyjny polegający na chirurgicznym usunięciu gonady męskiej (jądra) oraz powrózka nasiennego.
Orchidektomia może być jednostronna lub obustronna i jest stosowana przede wszystkim jako forma leczenia raka jądra, jednak ostatnio ta rutynowa i czasami niekwestionowana procedura chirurgiczna została przez różne grupy zakwestionowana na rzecz procedur oszczędzających jądro i dających równoważne wyniki onkologiczne, wyjątkowo jako forma kastracji. Następstwem orchidektomii mogą być krwiaki oraz bóle fantomowe.